# نوتوس

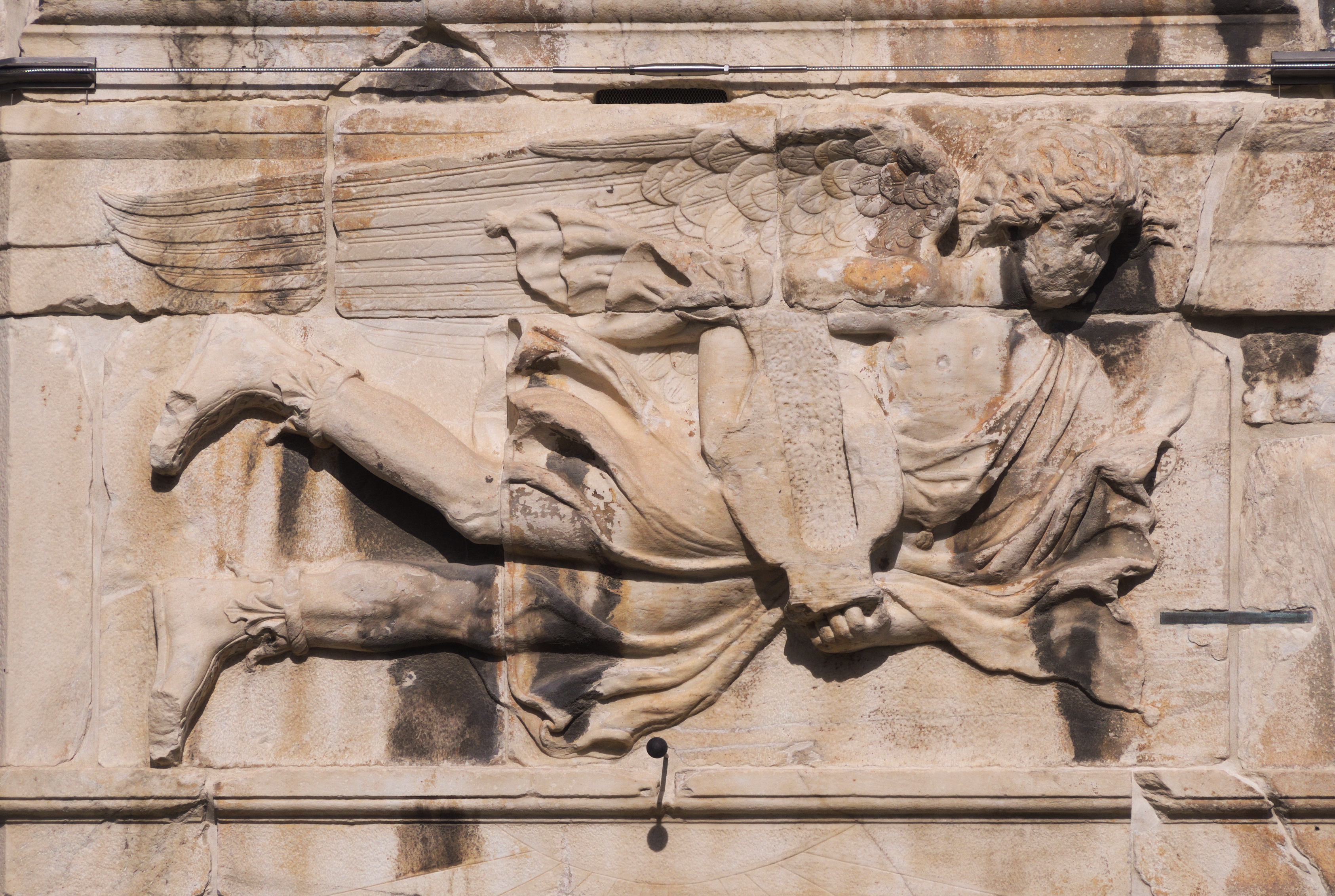
نوتوس

نوتوس (به انگلیسی: Notus)، در اسطوره‌های یونان، باد جنوب است.
او را برادر بورئاس و زفوروس می‌دانند. او طبیعتی آرام و گرم داشت اما در فصل پائیز توفان بر پا می‌کرد و موجب از بین رفتن محصولات کشاورزان می‌شد.